# WILD NATURE 地球大紀行
WILD NATURE 地球大紀行（ワイルドネイチャー ちきゅうだいきこう）とは、BS朝日で毎週金曜日夜9時に放送しているドキュメンタリー番組である。主にBBCが制作した地球の自然や風土、動物の生態、古代文明の謎などテーマにした番組を放送している。

## 放送番組
- 《原題：Tribes、Predators＆Me》（BBC 制作）
  - アマゾンのワオラニ族が アナコンダで度胸試し
  - カラハリ砂漠の先住民が ライオンから肉を盗む
  - パプアニューギニアで クロコダイル狩り
  - 南太平洋でサメと暮らす 蜘蛛の巣で魚釣り
- 大西洋 《原題：Atlantic》（BBC 制作）
  - 未知の深海に潜る
  - 神秘の生態系に迫る
- Big Blue 《原題：Big Blue：Monterey Bay》（BBC 制作）
  - 未知の海中生物に迫る
  - 奇跡の海を守る
- トレジャーハンター《原題：The Treasure Hunter》（BBC 制作）
  - 地球の贈り物
  - 人類の遺産

## ナレーター
- 斉藤茂一